# Attilio Hortis
Mario Attilio Francesco Carlo Hortis (Trieste, 13 maggio 1850 – Trieste, 23 febbraio 1926) è stato un patriota, storico, politico e bibliotecario italiano.

## Biografia
Hortis nacque a Trieste da Arrigo (1823-1878), avvocato e patriota, ed Elisabetta Romano. Dopo aver compiuto gli studi a Trieste fino all'età di sedici anni, si iscrisse all'Università di Padova (città in cui viveva dopo esser stato costretto ad abbandonare Trieste per seguire il padre, bandito dalla città giuliana), frequentando corsi e seminari alla facoltà di Legge e a quella di Lettere, conseguendo entrambe le lauree nel 1871. Si laureò in legge anche all'Università di Graz, in modo da poter lavorare come avvocato a Trieste. Nel 1873 ottenne, avendo vinto il concorso, il posto di bibliotecario alla Biblioteca Civica di Trieste (che gli fu poi dedicata). Nel 1874 uscì un suo saggio su Francesco Petrarca, autore da lui sempre studiato e ammirato; negli anni seguenti si dedicò all'analisi dei testi latini di Boccaccio. Nel 1875 divenne direttore della Società di Minerva, e presidente della stessa; per undici anni, dal 1876 al 1887, diresse l'Archeografo triestino. Nel 1896 entrò a far parte dell'Accademia dei Lincei (socio dal 1917), mentre nel 1906 divenne socio dell'Accademia della Crusca. Nel 1897 divenne deputato di Trieste all'interno del Parlamento di Vienna; in tale istituzione si fece promotore del progetto di fondare una università italiana a Trieste. Nel 1906 abbandonò l'incarico di deputato; nel 1919 divenne senatore del Regno d'Italia, ricoprendo l'incarico di vicepresidente del Senato dal dicembre 1919 all'aprile 1921. A Trieste è stata ribattezzata in suo onore piazza Lipsia e gli è stata dedicata la Biblioteca Civica, da lui diretta per quasi cinquant'anni (1873-1922).

## Opere

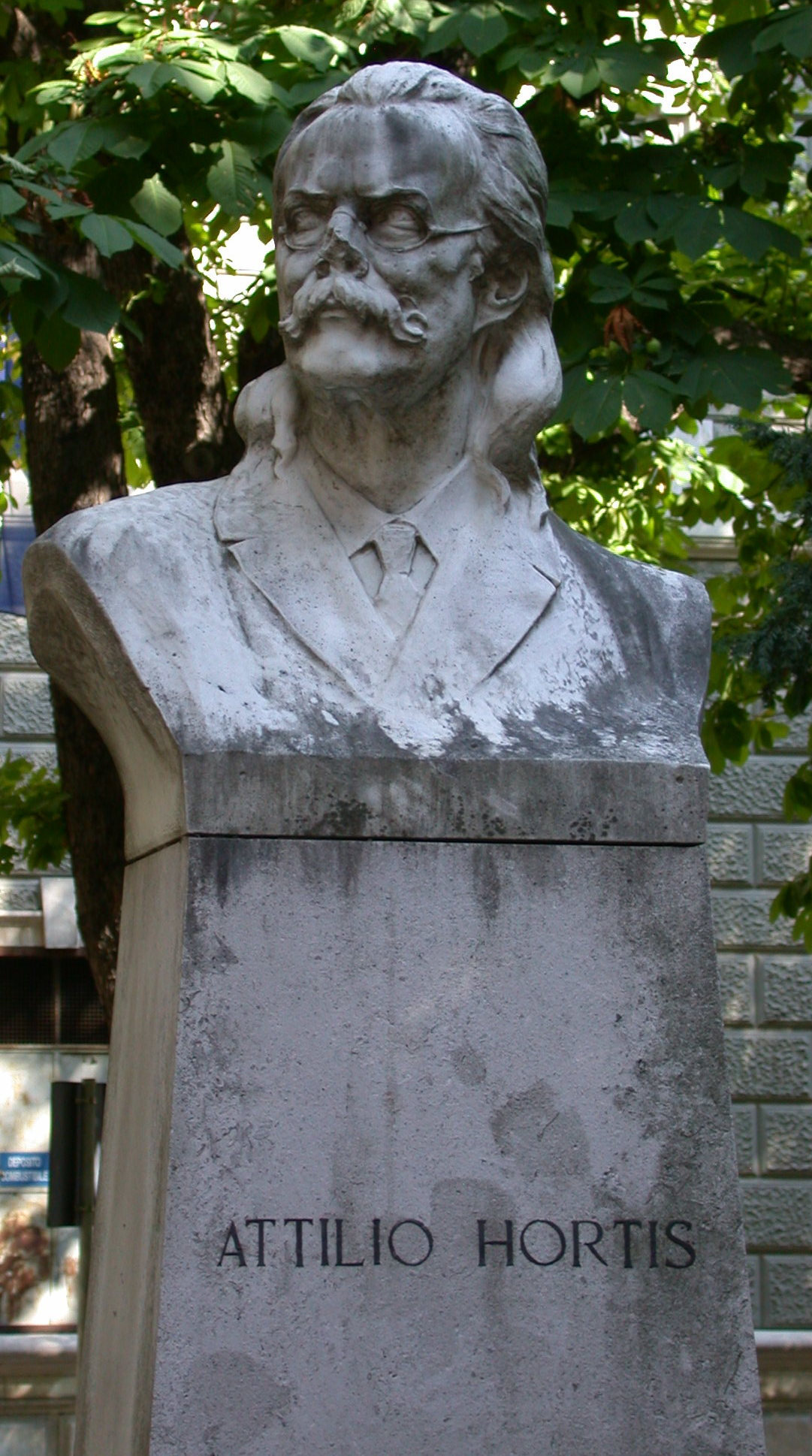
Il busto in piazza Hortis a Trieste

- Studj sulle opere latine del Boccaccio, Cerchio, Polla
- Scritti inediti di Francesco Petrarca, Trieste, Tipografia del Lloyd austro-ungarico, 1874
- Giovanni Boccacci ambasciatore in Avignone e Pileo da Prata proposto da' Fiorentini a patriarca di Aquileia, Trieste, Herrmanstorfer, 1875
- Accenni alle scienze naturali nelle opere di Giovanni Boccacci e più particolarmente del libro De Montibus, silvis etc, Trieste, Tipografia del Lloyd austro-ungarico, 1877
- Cenni di Giovanni Boccacci intorno a Tito Livio, Tipografia del Lloyd austro-ungarico, 1877
- Documenti risguardanti la storia di Trieste e dei Walsee pubblicati da Attilio Hortis a proposito delle memorie genealogiche della stirpe Walsee-Mels e più particolarmente dei conti di Colloredo per il cav. G. B. di Crollalanza, Trieste, Herrmanstorfer, 1877
- Le donne famose descritte da Giovanni Boccacci, Trieste, Caprin, 1877
- Notizia inedita intorno alla presa di Marano in nome del re di Francia, 1877
- Un condottiere triestino alli stipendi di Venezia, 1878
- Di una recente pubblicazione di Leopoldo Delisle e intorno ad Erasmo Brasca milanese prefetto imperiale. Virginio della Forza, storico udinese e una novella del Decameron, 1878
- M. T. Cicerone nelle opere del Petrarca e del Boccaccio : ricerche intorno alla storia della erudizione classica nel Medio evo, Trieste, Herrmanstorfer, 1878
- Le Additiones al De remediis fortuitorum di Seneca dimostrate cosa del Petrarca e delle attinenze del Petrarca con Seneca; La corografia di Pomponio Mela attribuita falsamente a Giovanni Boccacci, Trieste, Herrmanstorfer, 1879
- Biografia di Francesco Del Balzo Duca d'Andria e frammenti di un diario napoletano (1378-1383) trascritti da un codice della Vaticana, Trieste, Herrmanstorfer, 1880
- I Summaquensi, Guido de Guisis e Trieste, 1882
- Castellani bassianensis venetianae pacis inter ecclesiam et imperatorem libri 2, Trieste, Herrmanstorfer, 1889
- Pordenone e Trieste e un poemetto inedito dei fatti di Pordenone dal 1466 al 1468. Indagini, Trieste, Caprin, 1891
- Gli antichi podestà di Trieste, Trieste, L'Autore, 1895
- Di Tomaso Diplovatazio e delle sue notizie sull'Istria, Trieste, Caprin, 1905
- Di alcuni codici che Niccolò Anziani dimostrò scritti e miniati per Mattia Corvino, Trieste, Stabilimento artistico tipografico, 1908
- Di Pietro Kandler, Capodistria, Priora, 1912
- Dante e la Venezia Giulia, 1918
- Le riunioni degli scienziati italiani prima delle guerre dell'indipendenza: 1839-1847, Città di Castello, Leonardo Da Vinci, 1922
- Tomaso Luciani: ricordanze, Capodistria, Priora, 1923
- Per la storia di Trieste: a proposito del libro di Attilio Tamaro, Roma, Nuova Antologia, 1925